# Cubo cosmico

Teschio Rosso impugna il Cubo cosmico

Il Cubo cosmico è un oggetto immaginario che appare nei fumetti pubblicati da Marvel Comics.
La prima apparizione risale all'albo Tales of Suspense n.79 (7/1966), pubblicato per la prima volta in Italia su Capitan America n.7 (Ed. Corno, 7/1973). Gli autori erano Stan Lee e Jack Kirby.

## Descrizione
Nei fumetti il Cubo cosmico è rappresentato come un dispositivo cubico contenente una immensa quantità di energia e in grado di trasformare in realtà ogni desiderio di chi lo detiene.
Nelle prime storie viene affermato che esso sia stato creato da A.I.M., una organizzazione di scienziati para-militari. Successivamente è stato rivelato che l'energia contenuta nel cubo ha origini cosmiche.
Nel corso degli anni, il Cubo cosmico è apparso varie volte nelle storie Marvel, oggetto del desiderio di molti personaggi malvagi, i quali intendevano impossessarsene per realizzare i propri intenti criminali. Tra i personaggi che maggiormente hanno cercato di sfruttare il potere del Cubo, i principali sono: Teschio Rosso, Thanos, il Dottor Destino.
I supereroi che maggiormente hanno fronteggiato queste minacce sono stati: Capitan America, Capitan Marvel, i Vendicatori e i Fantastici Quattro.
Nel Marvel Cinematic Universe il Tesseract non è una trasposizione fedele del Cubo dei fumetti (infatti, per evitare incongruenze gravi, è stato adottato il nuovo nome "Tesseract"). Il Tesseract, nonostante la forma cubica e il legame iniziale con Teschio Rosso, è in realtà una delle Gemme dell'infinito, per la precisione la Gemma dello spazio, mentre nei fumetti il Cubo cosmico e la Gemma dello spazio sono due oggetti distinti. Nel MCU i principali personaggi che utilizzano il Tesseract sono Teschio Rosso, Loki e Thanos.

## Elenco delle principali apparizioni nei fumetti Marvel
- Tales of Suspense 79-81 (lug-set 1966)[2]

Prima edizione italiana: Capitan America - Ed. Corno n.7-8 (lug-ago 1973)
Questa storia in tre parti, oltre ad essere la prima apparizione del Cubo cosmico, è molto importante perché racconta del ritorno dell'arci-nemico di Capitan America, il Teschio Rosso. Viene infatti raccontato di come il Teschio fosse stato posto in animazione sospesa al termine della Seconda Guerra Mondiale e di come sia stato recuperato e rianimato dagli scienziati di A.I.M.. Il Teschio Rosso si rivela ben poco riconoscente nei confronti dei suoi benefattori. Sottomette alcuni elementi chiave dell'organizzazione e prende il controllo di varie armi, tra cui, appunto, il Cubo, un dispositivo così potente da riuscire a trasformare la realtà secondo i desideri di chi lo impugna. Il Teschio Rosso utilizza il Cubo contro la sua nemesi, Capitan America, il quale riesce a prevalere solo grazie all'astuzia. Cap riesce a far cadere il Cubo dalle mani del Teschio in mare. Al termine della storia sia il Cubo cosmico che il Teschio Rosso risultano dispersi in fondo all'oceano.
- Captain America 114-119 (giu-nov 1969)[4]

Prima edizione italiana: Capitan America - Ed. Corno 30-35 (giu-ago 1974)
In questa sequenza di storie, il Teschio Rosso, dopo essere sopravvissuto alla caduta in mare e dopo altre vicissitudini, ritrova il Cubo cosmico e lo utilizza per attaccare ancora Capitan America. L'obiettivo del Teschio è soprattutto quello di distruggere psicologicamente il Capitano. Per questo motivo utilizza il Cubo per modificare la realtà arrivando ad effettuare uno scambio di corpi. Capitan America si ritrova così intrappolato nel corpo del Teschio Rosso e conseguentemente si ritrova ad essere braccato dalla polizia, dai suoi compagni Vendicatori e dallo S.H.I.E.L.D. La forza di volontà di Cap e l'amore dell'agente dello S.H.I.E.L.D. Sharon Carter lo salvano da questa situazione, ma per poco. Il Teschio usa il Cubo per teletrasportarlo sulla sua isola segreta, nella quale aveva esiliato vecchi criminali che aveva tradito. Qui Cap, sempre nel corpo del Teschio Rosso, deve difendersi dalla vendetta dei criminali esiliati che vedono in lui il loro carceriere. In questo frangente, Capitan America trova l'aiuto di Falcon, che in realtà non è altro che un criminale che il Teschio Rosso, grazie al Cubo, ha trasformato in un nuovo supereroe, alterandone oltretutto i ricordi e la personalità. Ma il vero scopo del Teschio era quello di creare un nuovo partner fidato di Capitan America per poi, al momento giusto, rivoltarlo contro il suo odiato nemico. Al termine della storia, Capitan America ritorna nel suo corpo, Falcon resta suo alleato e il Teschio perde il Cubo cosmico grazie all'intervento di A.I.M.. L'organizzazione criminale, guidata ora da Modok, si prende la sua vendetta creando un dispositivo che apparentemente dissolve il Cubo.
- Captain Marvel 27-28 (lug-set 1973)[6]

Prima edizione italiana: Fantastici Quattro - Ed. Corno 104-107 (apr-mag 1975)
Il cubo cosmico è stato occultato dall'Intelligenza Suprema dei Kree, la quale ha nascosto l'informazione del luogo in cui si trova nella mente di Rick Jones. Thanos, alla continua ricerca di potere nella sua delirante missione di distruzione per compiacere la Morte, ne viene a conoscenza. Rapisce Rick Jones, lo porta su Titano e riesce a leggergli la mente. Mentre Capitan Marvel lotta per la liberazione di Titano da Thanos e dal suo esercito, anche i Vendicatori (di cui Jones è membro) vengono coinvolti. Al termine della storia, Thanos sconfigge gli eroi ed entra in possesso del Cubo. Per fronteggiare la minaccia di Thanos, a Capitan Marvel viene conferito il potere cosmico dall'entità superiore Eon.
- Captain Marvel 31-33 (mar-lug 1974)[8]

Prima edizione italiana: Fantastici Quattro - Ed. Corno 142-144 (set-ott 1976)
In questi numeri viene raccontata la battaglia tra Thanos (che intende distruggere la Terra) e Capitan Marvel, supportato da vari personaggi tra cui Drax il distruttore e i Vendicatori. Al termine, Capitan Marvel riesce a distruggere il Cubo e a sconfiggere Thanos.

## Altri media

### Cinema
- Il Tesseract si vede brevemente in una scena dopo i titoli di coda del film Thor (2011). Nick Fury mostra un oggetto cubico in una valigetta a Erik Selvig, il quale domanda cosa sia. Fury risponde «Energia illimitata».
- Il Tesseract è uno degli oggetti centrali in Captain America - Il primo Vendicatore. Viene scovato in Norvegia dal Teschio Rosso che se ne impossessa per creare nuove armi per l'Hydra con l'aiuto di Arnim Zola. Risulterà disperso dopo la battaglia tra Captain America e il Teschio Rosso, tuttavia Howard Stark (il padre di Tony, ovvero Iron Man) è in grado di recuperarlo dal fondo dell'Oceano Atlantico per poi consegnarlo allo S.H.I.E.L.D..
- Il Tesseract è anche l'elemento centrale del film The Avengers (2012). In questo film, il Tesseract viene rubato allo S.H.I.E.L.D. da Loki, alleato di Thanos, il quale lo fornisce di un esercito di Chitauri per conquistare la Terra in cambio del recupero dell'oggetto. Dopo la sconfitta di Loki, il Tesseract viene riportato ad Asgard.
- Nel film Thor: The Dark World (2013), il Tesseract è custodito ad Asgard nella camera di Odino e nella scena a metà titoli di coda, viene rivelato che il Tesseract contiene una delle Gemme dell'infinito.
- Il Tesseract compare anche nel film Guardiani della Galassia (2014) in uno degli schermi del Collezionista mentre quest'ultimo spiega ai Guardiani della Galassia l'origine delle Gemme dell'infinito.
- Il Tesseract compare anche in Avengers: Age of Ultron (2015) in una visione di Thor. Viene rivelato che nel Tesseract è contenuta la Gemma dello spazio. Il Tesseract era solo un contenitore creato (probabilmente dagli Asgardiani) per nascondere la presenza della gemma e poterne sfruttare il potere in modo più sicuro.
- In Thor: Ragnarok (2017), mentre Loki sta riportando in vita Surtur per distruggere Asgard e uccidere Hela, nella camera di Odino vede il Tesseract: il Dio dell'Inganno lo prende con sé prima della distruzione di Asgard e lo conserva durante la fuga degli Asgardiani.
- In Avengers: Infinity War, il Titano Pazzo Thanos attacca la nave degli Asgardiani mentre si stava dirigendo verso la Terra, sterminando i viaggiatori e costringendo Loki a consegnare il Tesseract in cambio della vita di Thor. Dopo aver estratto la Gemma dello Spazio distruggendo il Tesseract e averla inserita nel suo Guanto dell'infinito, Loki cerca di pugnalare Thanos alla gola con uno stratagemma, ma viene ucciso. Durante il film, il Titano utilizza spesso la Gemma, sia come arma (in grado di piegare e distorcere il tessuto stesso dello spazio) sia come mezzo di trasporto, potendo grazie ad essa viaggiare da un punto all'altro dell'universo con estrema facilità. Una volta completato il Guanto dell'Infinito Thanos, seppur ferito gravemente da Thor, riesce nel suo intento: schiocca le dita e metà della Vita viene cancellata dal creato. Portata a termine la sua missione il Titano usa la Gemma per teletrasportarsi su un pianeta lontano, il Giardino, dove osserva placidamente il Sole sorgere su un nuovo universo.
- Il Tesseract compare anche nel film Captain Marvel, in cui si rivela essere la fonte di energia del motore a velocità della luce di Mar-Vell. La stessa Mar-Vell aveva nascosto il Tesseract all'interno della sua nave spaziale; durante la battaglia tra Captain Marvel, gli Skrull ed i Kree, il gatto Goose, appartenente alla razza aliena dei Flerken, ingurgita il Tesseract che sarà così custodito da Nick Fury. In una scena post credit, si vedrà il gatto Goose rigurgitare il Tesseract sulla scrivania di Nick Fury.
- In Avengers: Endgame, dopo lo sterminio universale messo in atto da Thanos, gli Avengers sopravvissuti allo schiocco (Tony Stark, Steve Rogers, Thor, Bruce Banner, Natasha Romanoff, Clinton Barton e James "Rhodey" Rhodes, insieme a Carol Danverl, Rocket e Nebula) tentano inizialmente di annullare il gesto del Titano dopo averlo raggiunto seguendo la marcatura energetica da lui rilasciata dopo un nuovo utilizzo delle Gemme; scoprono però che Thanos ha usato il potere delle Gemme per poter distruggere le stesse (compresa quindi la Gemma dello spazio) così da impedire a chiunque di usarle per annullare il suo gesto: Thor, accecato dalla furia, lo decapita a sangue freddo con la Stormbreaker. Cinque anni dopo gli Avengers, grazie ad un'intuizione di Scott Lang e alle competenze di Banner (ora Professor Hulk) e, soprattutto, di Tony Stark, riescono con successo ad intraprendere un viaggio nel tempo attraverso il Regno Quantico per ottenere le Gemme e riportare l'universo alla normalità. Tornati nel 2012 durante la battaglia di New York contro i Chitauri, mentre Hulk e Captain America si preoccupano di recuperare rispettivamente la Gemma del tempo (presso il Sanctum Sanctorum dell'Antico) e la Gemma della mente (all'interno dello scettro di Loki preso in custodia dagli agenti S.H.I.E.L.D./Hydra di Alexander Pierce), Iron Man ed Ant-Man cercano di mettere le mani sul Tesseract; a causa di un imprevisto causato dall'Hulk del 2012, il Loki del 2012 approfitta della confusione creatasi per rubare il Tesseract e fuggire. Grazie a un'idea di Stark, lui e Rogers compiono un ulteriore viaggio nel tempo nel 1970, dove in una vecchia stazione operativa dello S.H.I.E.L.D. riescono a recuperare sia il Tesseract che nuove Particelle PYM. Tornati nel presente, dopo aver incastonato le Gemme in un nuovo Guanto messo a punto da Stark, Banner e Rocket, gli Avengers riescono ad invertire gli effetti dello schiocco di Thanos grazie al Professor Hulk (l'unico in grado di gestire le radiazioni energetiche emesse dalle Gemme senza morire, grazie alla sua resistenza alle radiazioni Gamma), il quale schiocca le dita a sua volta e riporta indietro tutte le persone uccise cinque anni prima. Purtroppo il Thanos del 2014 riesce a raggiungerli grazie alla Nebula del suo tempo, segretamente infiltratasi tra i Vendicatori e ancora alleata del padre, che riesce a trasportare lui e il suo esercito nel presente. Infuria così la battaglia finale tra le armate del Titano e gli Avengers e i loro alleati che culmina con il sacrificio di Tony Stark che all'ultimo secondo riesce, grazie ad un Guanto improvvisato, a rubare le Gemme e ad usarle per cancellare dall'esistenza Thanos e il suo esercito, gesto che gli costa la vita. Le Gemme vengono infine affidate a Captain America, che le riporta tutte alle loro rispettive linee temporali per evitare che la loro assenza danneggi il continuum spazio-temporale delle loro epoche.

### Televisione
- Il Tesseract appare anche nella serie animata Avengers Assemble, dove Teschio Rosso usa il suo potere per acquisire un'energia enorme, ma gli Avengers lo fermano. Infine il criminale consegna il Tesseract al suo capo, ovvero Thanos.
- Il Tesseract compare anche nella serie televisiva Loki dove viene usato brevemente dallo stesso Dio dell'Inganno per sfuggire alla cattura dopo gli eventi di Avengers: Endgame. Tuttavia, quest'ultimo viene catturato dalla Time Variance Authority e la Gemma dello spazio finisce sotto la loro custodia.
- Il Tesseract compare anche nella serie televisiva animata What If..? nell'episodio E se.. Captain Carter fosse stata il Primo Vendicatore?.

### Videogiochi
- Il Tesseract era presente anche in Marvel Heroes, MMO free-to-play sviluppato da Gazillion Entertainment.